# Bembrive
Santiago de Bembrive és una parròquia del municipi gallec de Vigo, a la província de Pontevedra. Es troba al centre del municipi entre les parròquies de Beade, Cabral, Lavadores i Zamáns.

## Demografia
Tenia l'any 2015 una población de 4.361 habitants, agrupats en les entitats de Baruxáns, O Cacheno, O Carballal, As Chans, O Cruceiro, A Cruz, Eifonso, Esparramáns, Espedrás, Ferreiras, Os Freires, O Lameiro, Mandín, Miraflores, Monte da Pedrosa, O Monte do Calvario, Mosteiro, Mourelle, A Mouteira, Novelos, O Outeiro, Paio, A Parrocha, A Parrovella, A Pedra, O Polvorín, O Pouso, As Raposas, Recaré, As Regadas, Regueiras, Os Ríos, San Cibrán, Segade, O Toutizo, Xeme, A Xesteira i Xestoso.

## Llocs d'interès
- Església parroquial, del segle xii.
- Cruceiro do Cacheno, del segle xviii
- Hórreos

## Galeria d'imatges

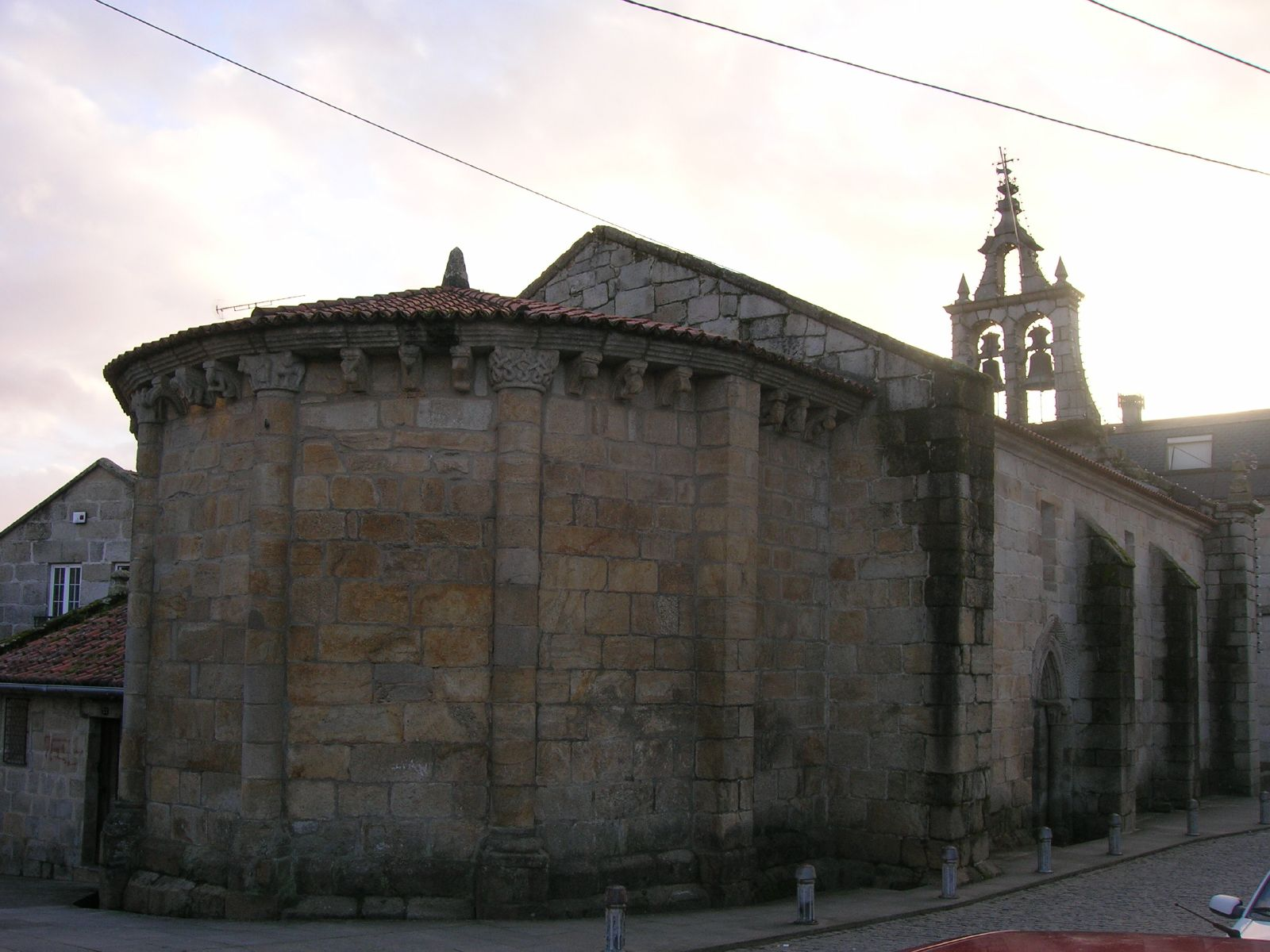
Església de Santiago
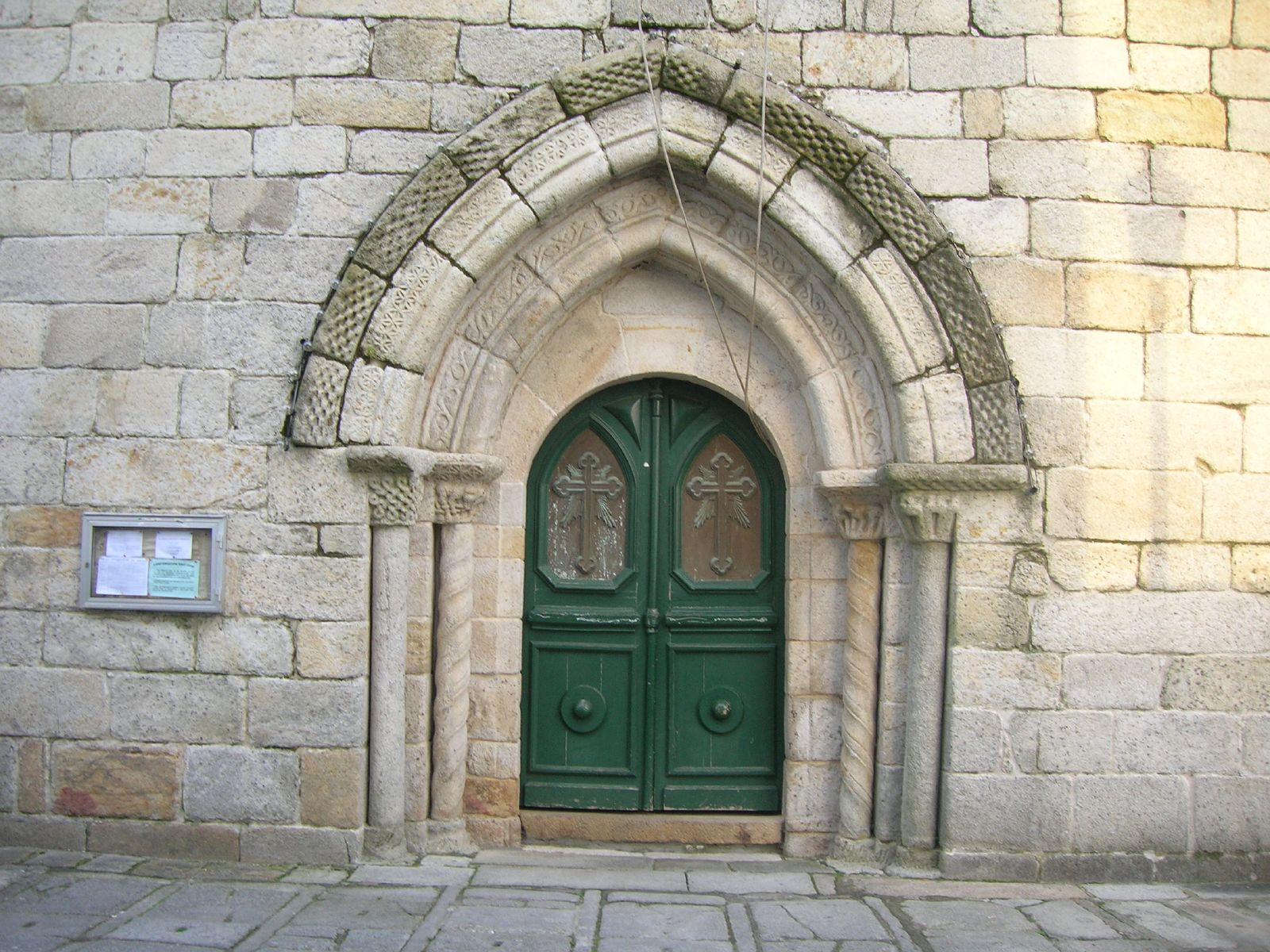
Porta de l'església
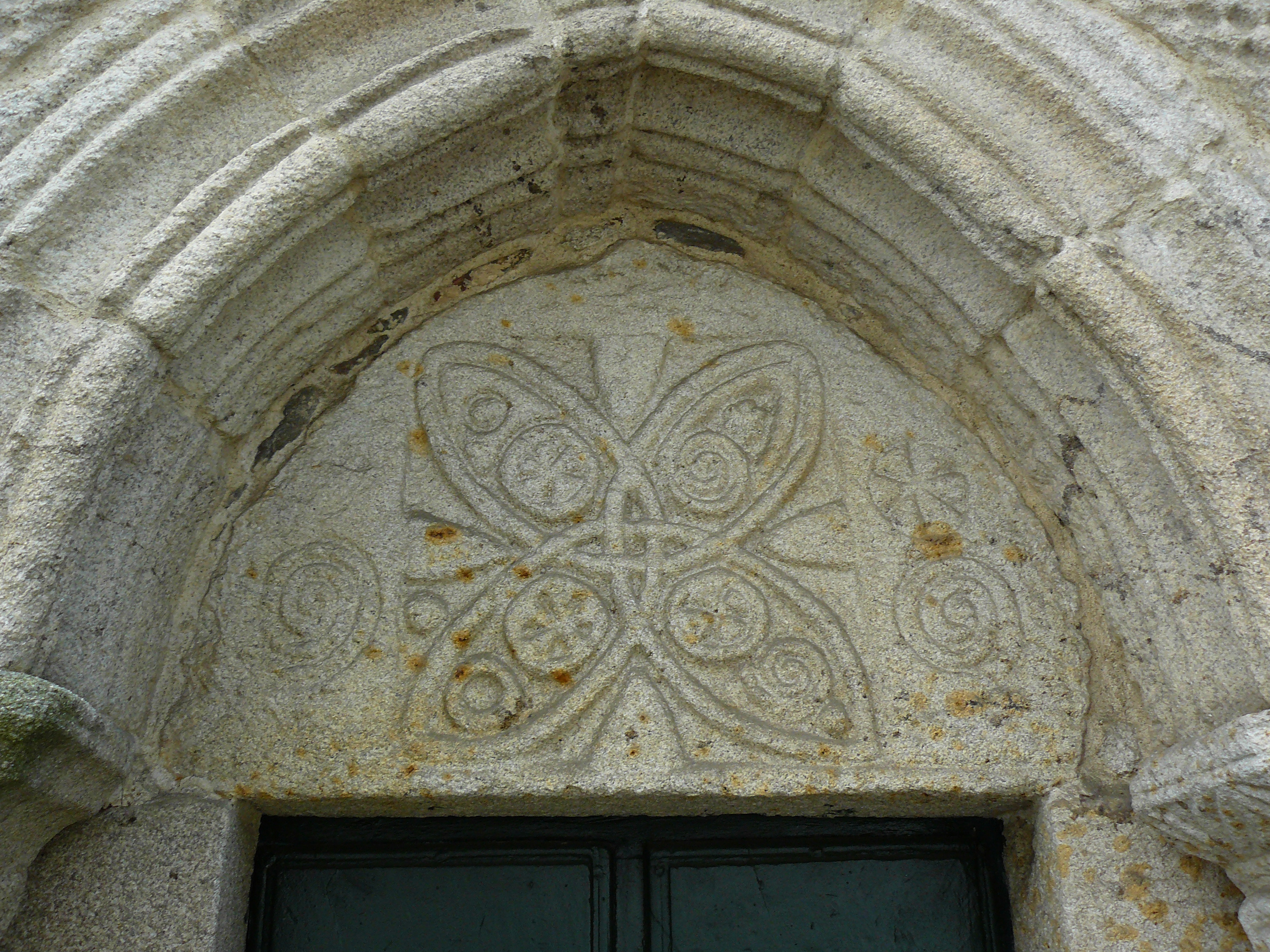
Detall de la porta de l'església